# 1696 Nurmela
1696 Nurmela (1939 FF) là một tiểu hành tinh vành đai chính được phát hiện ngày 18 tháng 3 năm 1939 bởi Y. Vaisala ở Turku.